# Kwartventiel

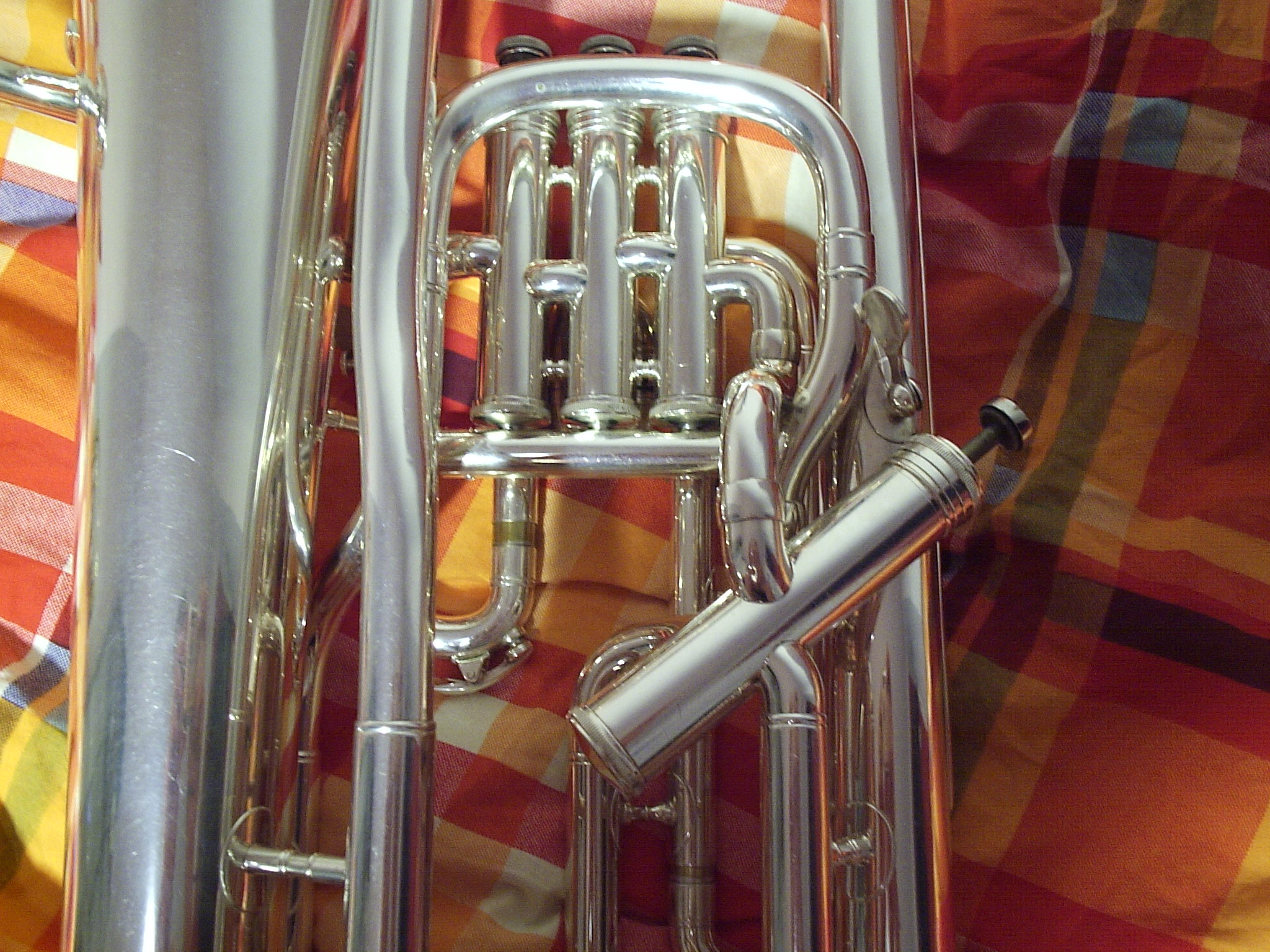
Kwartventiel op Besson 700 (Eufonium)

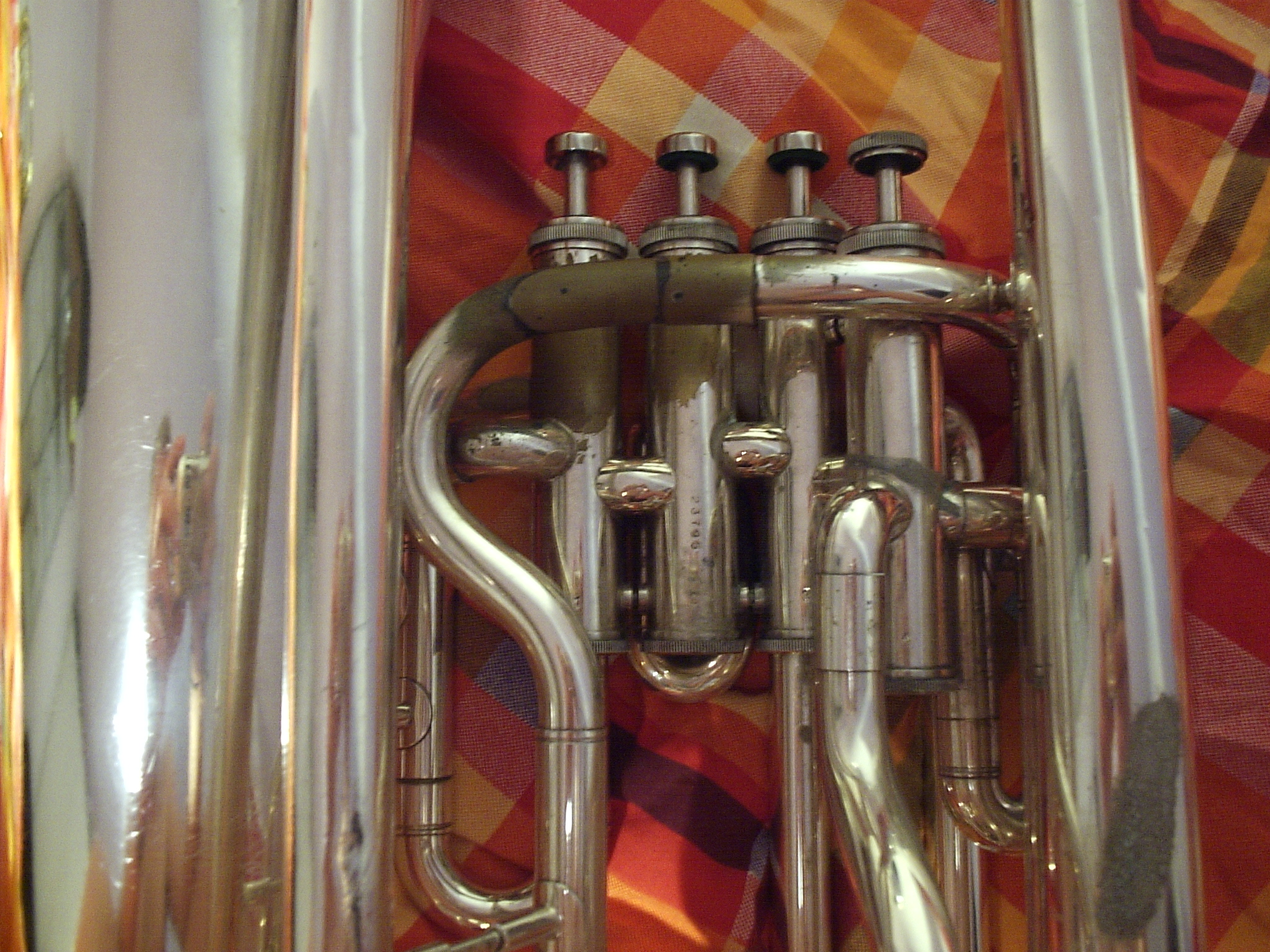
Kwartventiel op oudere Willson (Ventiel naast 3 topventielen, eufonium)

Het kwartventiel is het vierde ventiel op een (koperen) blaasinstrument dat de toon van het instrument met twee-en-een-halve toon verlaagt. Twee-en-een-halve toon komt overeen met het interval 'kwart'. Het kwartventiel zat bij oudere tuba's en gelijken meestal naast de drie topventielen, bij nieuwere instrumenten is dit echter verplaatst naar de zijkant. Het kwartventiel verlengt de effectieve buis meer dan de standaard ventielen, dit omdat het een hiervoor de frequentie gedeeld wordt door 25/12 en dus de golflengte en daarmee de buislengte moet worden vermenigvuldigd met 25/12 = 1,33. Op de trombone kunnen ook kwartventielen voorkomen. Dit is meestal één ventiel gebruikt om de grepen te vereenvoudigen, betekende dat men niet altijd de schuif moet bewegen maar dat bij lastige stukken men een combinatie kan gebruiken.
Een kwartventiel wordt vrijwel niet gebruikt in het midden- en hoog-register. In de lagere registers is een kwartventiel echter een must om de tonen te laten stemmen. 
Er zijn twee redenen waarom dit systeem gebruikt wordt:
- Het bereik van het instrument wordt groter.
- De stemming van bepaalde noten wordt beter

## Instrumenten
Kwartventielen kunnen op deze instrumenten voorkomen:
- Trombone
- Tuba familie
- Hoorn
- Eufonium
- (Piccolo) Trompet
- Bugel